# Banksia aculeata
Banksia aculeata es una especie de arbusto perteneciente a la familia de Banksias. Es una especie de arbusto nativo del suroeste de Australia Occidental. Una de las tres especies estrechamente relacionadas todas ellas con las  inflorescencias con forma de linterna, que lleva flores rosadas en el comienzo del verano. Las hojas tienen los márgenes dentados muy espinosas. Una planta rara, que se encuentra en suelos de grava en zonas elevadas. Después de morir por fuego se regenera a partir de semillas.

## Descripción
Banksia aculeata crece como un arbusto frondoso hasta alcanzar un tamaño de 2 m  de altura, con la corteza gris fisurada y carece de un lignotuber. Las hojas son de 4 a 9 cm de largo, y 0,8 a 3 cm de ancho, con  lóbulos rígidos en los márgenes. Las inflorescencias son de 6 a 9 cm de largo, y son pendulares en lugar de erectas. Las flores son de 3 a 4 cm de largo, de color rosa en la base, pero con la división en color crema. La infrutescencia es un pico leñoso incrustado con hasta 20 grandes folículos.

## Taxonomía

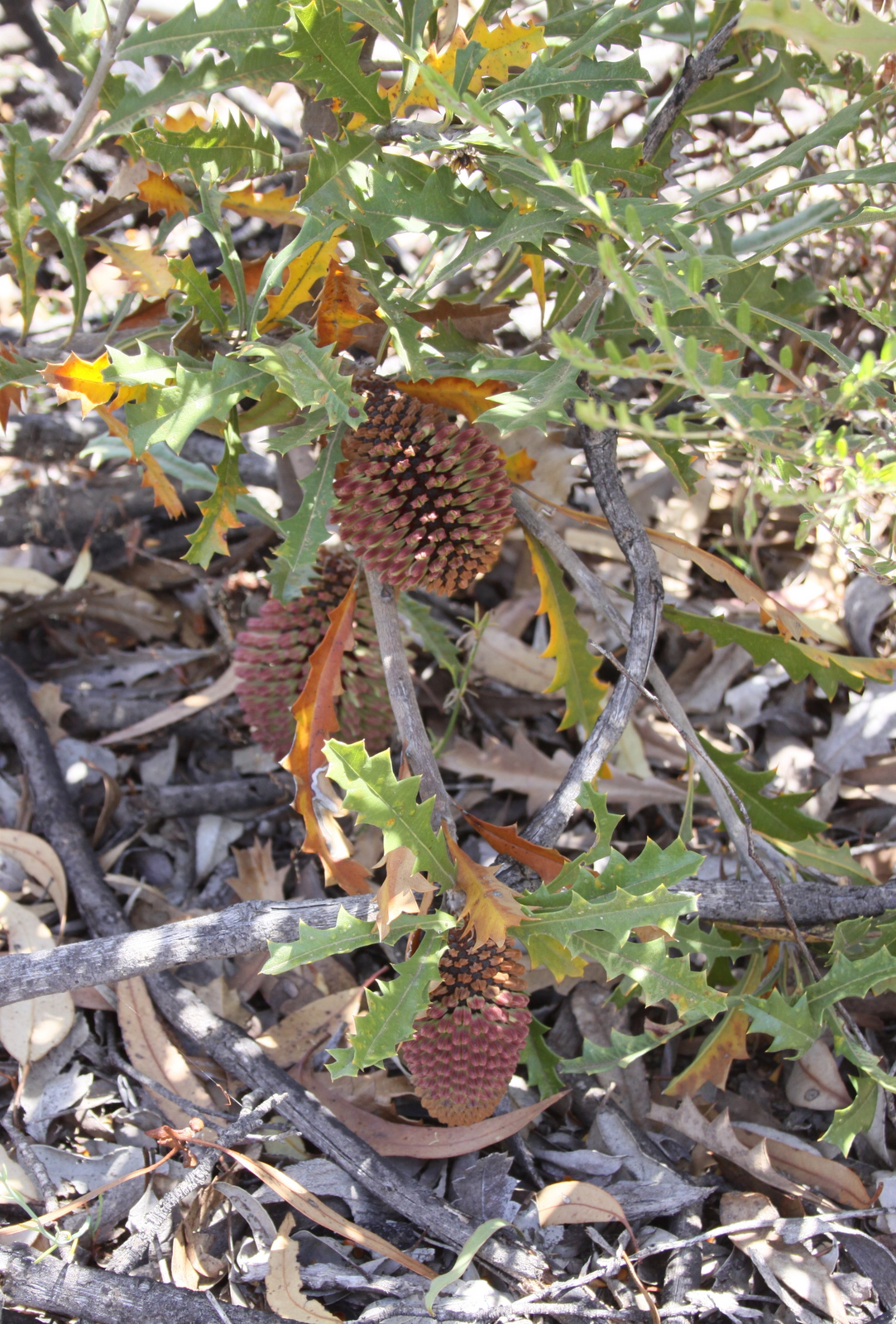
Banksia aculeata

Banksia aculeata fue descrita por Alexander Segger George y publicado en Nuytsia 3(3): 386–389, f. 68–70. 1981.
Etimología
Banksia: nombre genérico que fue otorgado en honor del botánico inglés Sir Joseph Banks, quien colectó el primer espécimen de Banksia en 1770, durante la primera expedición de James Cook.
aculeata: epíteto latíno que significa "con espinas".